# موش گردن‌زرد

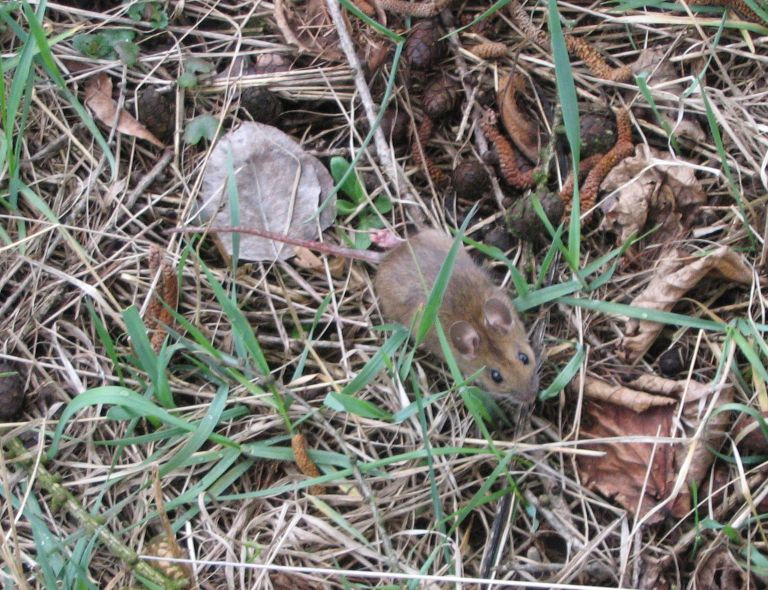
موش گردن‌زرد

 موش صحرایی گردن زرد(نام علمی: Apodemus flavicollis) نام یک گونه از تیره موشان است.